# Gand-Wevelgem 1951
La Gand-Wevelgem 1951, tredicesima edizione della corsa, si svolse il 25 marzo su un percorso di 240 km, con partenza a Gand e arrivo a Wevelgem. Fu vinta dal belga André Rosseel della Terrot-Wolber davanti ai connazionali Raphaël Jonckheere ed Lionel Van Brabant.

## Ordine d'arrivo (Top 10)
| Pos. | Corridore            | Squadra            | Tempo    |
| ---- | -------------------- | ------------------ | -------- |
| 1    | André Rosseel        | Terrot-Wolber      | 6h31'00" |
| 2    | Raphaël Jonckheere   | -                  | a 12"    |
| 3    | Lionel Van Brabant   | -                  | s.t.     |
| 4    | Roger Decock         | Terrot-Wolber      | s.t.     |
| 5    | Alois Van Steenkiste | Mercier-Hutchinson | s.t.     |
| 6    | Marcel Huber         | -                  | s.t.     |
| 7    | Norbert Callens      | Terrot-Wolber      | a 4'01"  |
| 8    | Jules Depoorter      | Tony               | a 4'29"  |
| 9    | Basiel Wanbeke       | Thompson           | a 5'13"  |
| 10   | André Maelbrancke    | Vredestein         | s.t.     |